# Кшеменево (Вармінсько-Мазурське воєводство)
Кшеменево (пол. Krzemieniewo, нім. Krumau) — село в Польщі, у гміні Кужентник Новомейського повіту Вармінсько-Мазурського воєводства.
Населення — 335 осіб (2011).
У 1975-1998 роках село належало до Торунського воєводства.

## Демографія
Демографічна структура станом на 31 березня 2011 року:
|          | Загалом | Допрацездатний вік | Працездатний вік | Постпрацездатний вік |
| -------- | ------- | ------------------ | ---------------- | -------------------- |
| Чоловіки | 160     | 35                 | 114              | 11                   |
| Жінки    | 175     | 52                 | 99               | 24                   |
| Разом    | 335     | 87                 | 213              | 35                   |